# Johannes Agricola
Johannes Agricola (Eisleben, 20 de abril de 1494 – Berlim, 22 de setembro de 1566) foi um reformador protestante e humanista alemão. Foi seguidor e amigo de Martinho Lutero, de quem tornou-se antagonista na questão da imposição da Lei sobre os cristãos.
As variações comumente usadas de seu nome são: Johann Schneider (ou Schnitter, Sneider, Schneyder), Johannes Eisleben ou Magister Islebius (com relação ao nome de sua cidade natal).

## Juventude
Agricola nasceu em Eisleben, devido a isso, às vezes, é chamado de Magister Islebius. Estudou em Wittenberg, onde logo ganhou a amizade de Martinho Lutero. Em 1519 acompanhou Lutero à grande assembleia de teólogos alemães em Leipzig, e atuou como secretário de registros. Depois de lecionar por algum tempo em Wittenberg, foi para Frankfurt em 1525, para implantar o modo de culto protestante. Residia lá há apenas um mês, quando foi chamado para Eisleben, onde permaneceu até 1526 como professor na escola de Santo André, e pregador na igreja Nicolai.

## Controvérsia
Em 1536 Agricola foi chamado a ensinar em Wittenberg, e foi recebido por Martinho Lutero. Quase que imediatamente, porém, uma controvérsia, que havia sido iniciada dez anos antes e que estava temporariamente silenciada, eclodiu mais violentamente do que nunca. Agricola foi o primeiro a ensinar os pontos de vista que Lutero foi o primeiro a estigmatizar pelo nome de Antinomismo, sustentando que, enquanto os não-cristãos ainda estavam submetidos à "Lei de Moisés", os cristãos estavam inteiramente livres dela, devendo apenas obediência ao Evangelho. Depois que Agricola escreveu uma crítica a Lutero, pouco tempo após Lutero ter-lhe dado abrigo, quando este fugia de uma perseguição, Lutero não quis mais saber dele.

## Retratação e velhice
Em consequência da controvérsia que teve com Martinho Lutero, Agricola em 1540 deixou secretamente Wittenberg e foi morar em Berlim, onde publicou uma carta dirigida a Frederico III da Saxônia, que foi interpretada como uma retratação de suas ideias antipáticas. Lutero, no entanto, parece não tê-la aceito, e Agricola permaneceu em Berlim.
Joaquim II Heitor, Eleitor de Brandemburgo, simpatizou-se com Agricola e nomeou-o pregador da corte e superintendente geral. Agricola manteve os dois cargos até sua morte em 1566, e sua carreira na Marca de Brandemburgo foi de grandes atividades e influência.
Juntamente com Julius von Pflug, bispo da diocese de Naumburg-Zeitz e Michael Helding, bispo-titular de Sídon, Agricola preparou o Interim de Augsburgo, de 1548, uma proposta na qual os protestantes aceitariam todas as autoridades católicas, sendo permitido manter o ensino protestante da Justificação, mas por sua vez, obrigados a aceitar a doutrina e a prática católicas. A partir desse momento, Agricola foi um pária entre os teólogos protestantes. Foi uma ironia, que um dos reformadores mais radicais terminasse a vida visto como tendo capitulado perante os católicos.
Agricola procurou, em vão, apaziguar a controvérsia adiaforística. Morreu durante uma epidemia de peste negra em 22 de setembro de 1566, em Berlim.

## Escritos
Agricola escreveu uma série de obras teológicas. Foi o primeiro a fazer uma coleção de provérbios alemães, que ilustrou com um comentário. A edição mais completa, que contém setecentos e cinquenta provérbios, foi publicada em Wittenberg, em 1592.

## Na literatura
Em 1836, Robert Browning usou-o como tema para um monólogo dramático, Johannes Agricola in Meditation.